# Amblypsilopus longwanganus
Amblypsilopus longwanganus är en tvåvingeart som beskrevs av Yang 1997. Amblypsilopus longwanganus ingår i släktet Amblypsilopus och familjen styltflugor. Inga underarter finns listade i Catalogue of Life.